# Baloi
Baloi est une localité de la province de Lanao du Nord, aux Philippines. En 2015, elle compte 58 383 habitants.